# Helen Walker
Helen Walker (Worcester, 17 luglio 1920 – North Hollywood, 10 marzo 1968) è stata un'attrice statunitense.

## Biografia

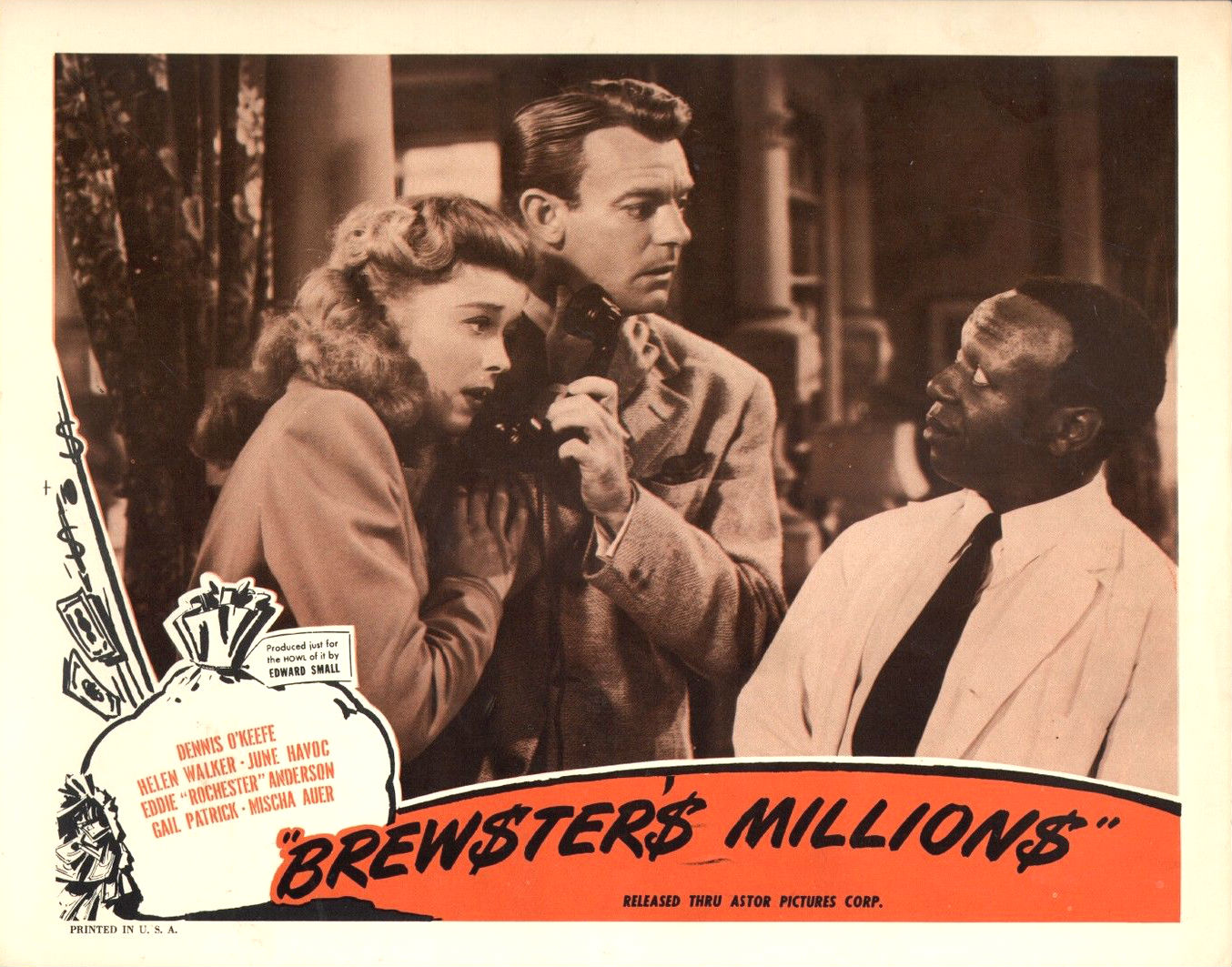
Con Dennis O'Keefe e Eddie Anderson nella locandina di Milioni in pericolo (1945)

Helen Walker arrivò al grande schermo dopo aver interpretato nel 1942 a Broadway il ruolo di Lisa Otis in Jason, del commediografo Samson Raphaelson. La sua performance le consentì nello stesso anno di venire scritturata per il film Il disertore di Frank Tuttle, nel quale recitò accanto ad Alan Ladd. Il successo non tardò ad arrivare, così come le opportunità e i ruoli da protagonista: nel 1945 prese parte a quattro film, The Man in Half Moon Street di Ralph Murphy e le commedie Milioni in pericolo di Allan Dwan, Murder, He Says di George Marshall e Duffy's Tavern di Hal Walker.
Raggiunta la notorietà, nel 1946 ottenne il ruolo da protagonista nel western Solo il cielo lo sa di Albert S. Rogell, quando la sua carriera subì un duro colpo. Il 31 dicembre, dopo aver dato un passaggio a tre militari, rimase vittima di un incidente automobilistico nei pressi di Redlands in California. L'auto che guidava colpì un'isola spartitraffico capovolgendosi diverse volte e uno dei militari rimase ucciso, mentre l'attrice riportò la frattura del bacino e dovette abbandonare la lavorazione del film, nel quale fu rimpiazzata da Marjorie Reynolds. In seguito gli altri due sopravvissuti all'incidente accusarono l'attrice di ubriachezza e guida pericolosa, accusa che non ebbe alcun seguito ma che segnò profondamente la sua carriera.
Molti fan le voltarono le spalle e le major iniziarono a scritturarla con meno frequenza. La Walker cercò comunque di adattarsi alla situazione, ritraendo donne spietate e manipolatrici in film noir come La fiera delle illusioni (1947) di Edmund Goulding, Chiamate Nord 777 (1948) di Henry Hathaway, e Ho ritrovato la vita (1949) di Arthur Lubin.
Dagli anni cinquanta le occasioni professionali si ridussero ad alcuni film a basso costo che ricevettero poca attenzione. Dopo aver ottenuto una piccola parte in La polizia bussa alla porta (1955), la sua carriera cinematografica si concluse e in seguito comparve in alcune serie televisive. Nonostante l'aiuto di alcuni amici e colleghi, si ritirò dalle scene e negli anni sessanta dovette affrontare ulteriori problemi di salute. Helen Walker morì a causa di un cancro nel 1968, all'età di 47 anni. È sepolta nell'Oak Hill Cemetery di Sterling (Massachusetts).

### Vita privata
Fu sposata dal 1942 al 1946 con il produttore Robert Fulton Blumofe, e dal 1950 al 1952 con il dirigente Edward Nicholas du Domaine. Entrambi i matrimoni si conclusero con il divorzio.

## Filmografia

### Cinema

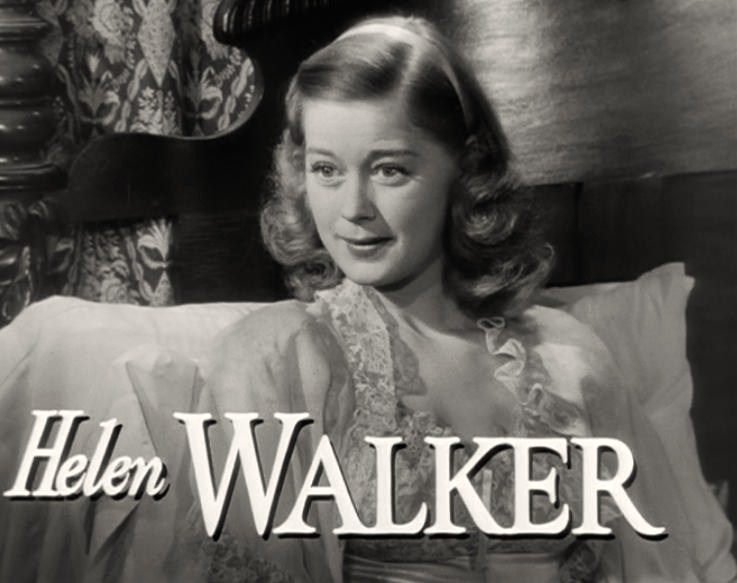
Nel trailer di Fra le tue braccia (1946)

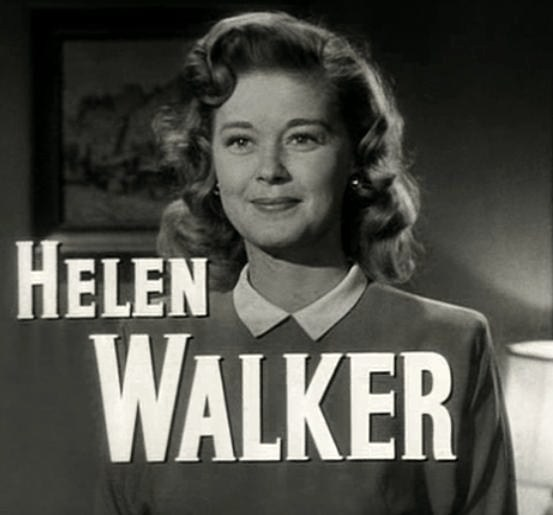
Nel trailer di Chiamate Nord 777 (1948)

- Il disertore (Lucky Jordan), regia di Frank Tuttle (1942)
- The Good Fellows, regia di Jo Graham (1943)
- In giro con due americani (Abroad with Two Yanks), regia di Allan Dwan (1944)
- The Man in Half Moon Street, regia di Ralph Murphy (1945)
- Milioni in pericolo (Brewster's Millions), regia di Allan Dwan (1945)
- Murder, He Says, regia di George Marshall (1945)
- Duffy's Tavern, regia di Hal Walker (1945)
- People Are Funny, regia di Sam White (1946)
- La morte ride (Murder in the Music Hall), regia di John English (1946)
- Fra le tue braccia (Cluny Brown), regia di Ernst Lubitsch (1946)
- Her Adventurous Night, regia di John Rawlins (1946)
- Splendida incertezza (The Homestretch), regia di H. Bruce Humberstone (1947)
- La fiera delle illusioni (Nightmare Alley), regia di Edmund Goulding (1947)
- Chiamate Nord 777 (Call Northside 777), regia di Henry Hathaway (1948)
- La cara segretaria (My Dear Secretary), regia di Charles Martin (1948)
- Ho ritrovato la vita (Impact), regia di Arthur Lubin (1949)
- My True Story, regia di Mickey Rooney (1951)
- Problem Girls, regia di Ewald André Dupont (1953)
- La polizia bussa alla porta (The Big Combo), regia di Joseph H. Lewis (1955)

### Televisione
- Dragnet - serie TV, episodio 5x29 (1956)
- The 20th Century-Fox Hour - serie TV, episodio 2x19 (1957)
- Lock-Up - serie TV, episodi 1x15-1x21 (1960)

## Doppiatrici italiane
Nelle versioni in italiano dei suoi film, Helen Walker è stata doppiata da: 
- Rosetta Calavetta in Fra le tue braccia e Chiamate Nord 777
- Dhia Cristiani in La cara segretaria
- Wanda Tettoni in La polizia bussa alla porta